# Phyllonotus globosus
Phyllonotus globosus is een slakkensoort uit de familie van de Muricidae. De wetenschappelijke naam van de soort is voor het eerst geldig gepubliceerd in 1858 door Emmons.